# Podjetniško naselje Kočevje
Podjetniško naselje Kočevje je naselje v občini Kočevje, ki je bilo ustanovljeno leta 2000 z odcepitvijo od naselja Breg pri Kočevju.